# Melisseu
Segons la mitologia grega, Melisseu (en grec antic: Μελισσεύς) va ser el rei de Creta que regnava al país quan Zeus hi va néixer.
Va tenir dues filles, Amaltea i Melissa, a les qui Rea va encarregar que criessin el déu, acabat de néixer, i que estava amagat en una cova del mont Ida. Melisseu va ser el primer home que va fer sacrificis als déus. Va convertir la seva filla Melissa en la primera sacerdotessa de Rea.
En una versió diferent, van ser Ida i Adrastea les filles de Melisseu que van criar Zeus.
Melisseu és també el nom d'un dels curets, els fills de Socos i de Combe, que envoltaven el bressol de Zeus infant.